# Мадона дел Често (Фиренца)
Мадона дел Често је насеље у Италији у округу Фиренца, региону Тоскана.
Према процени из 2011. у насељу је живело 49 становника. Насеље се налази на надморској висини од 142 м.